# Espeyrac
 Espeyrac  (Espeirac en occitan), est une commune française, située dans le Nord du département de l’Aveyron, dans la région Occitanie.
Bâtie en amphithéâtre, Espeyrac comporte des rues pentues et des ruelles en escalier, sur un promontoire rocheux, face à la vallée, et possède de nombreuses forêts de châtaigniers.
De 1957 à 1960, huit tonnes d'uranium ont été extraites près des lieux-dits Cabanel et Falguières.

## Géographie

### Communes limitrophes
Les communes limitrophes sont  Campuac, Entraygues-sur-Truyère, Golinhac, Le Fel, Saint-Félix-de-Lunel et Sénergues.

### Hydrographie et relief
Le ruisseau de La Daze est formé par la réunion de plusieurs ruisseaux prenant naissance sur les hauts plateaux : la Daze de Saint-Félix-de-Lunel, la Daze des Vernhettes venant de Campuac et la Daze de la Molinarie venant de Sénergues.
Vers Espeyrac, la jonction de ces trois ruisseaux forme un joli cours d'eau de trois mètres de large serpentant dans les prés et descendant vers le Lot.
Au voisinage du hameau de Dazes, un barrage de micro-centrale capte presque toute l'eau disponible, et forme une retenue.

### Hydrographie

#### Réseau hydrographique

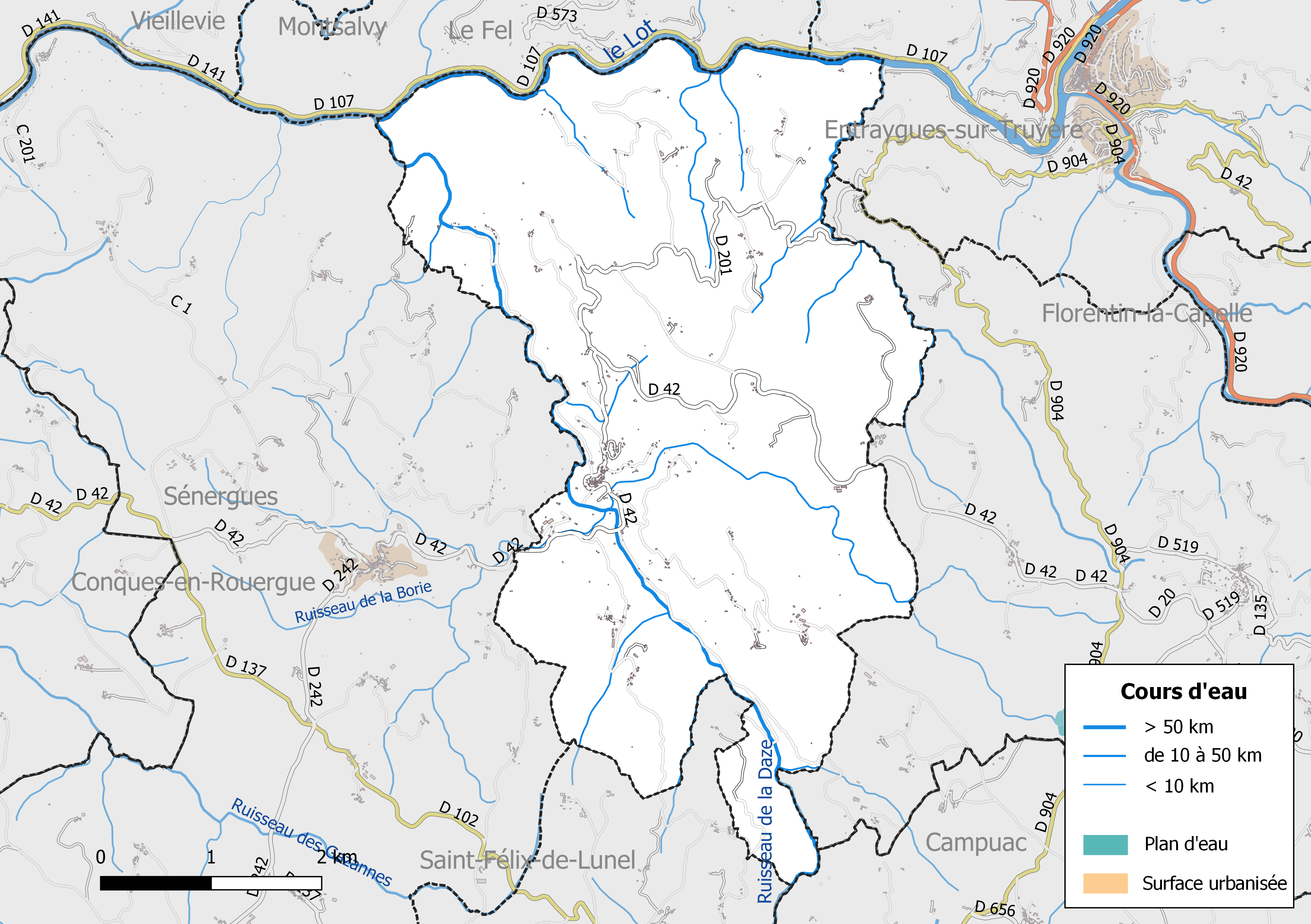
Réseaux hydrographique et routier d'Espeyrac.

La commune est drainée par le Lot, le Ruisseau de la Daze, le ruisseau de la Grave, le ruisseau du Tayrac et par divers petits cours d'eau.
Le Lot prend sa source à 1272 m d’altitude sur la montagne du Goulet (nord du Mont Lozère), dans la commune de Cubières (48), et se jette  dans la Garonne à Monheurt (47), après avoir parcouru 484 km et traversé 129 communes.
Le Ruisseau de la Daze, d'une longueur totale de 13,3 km, prend sa source dans la commune de Campuac et se jette  dans le Lot à Sénergues, après avoir arrosé 6 communes.

#### Gestion des cours d'eau
La gestion des cours d’eau situés dans le bassin de l’Aveyron est assurée par l’établissement public d'aménagement et de gestion des eaux (EPAGE) Aveyron amont, créé le 1er janvier 2017, en remplacement du syndicat mixte du bassin versant Aveyron amont,,.

### Climat
Pour des articles plus généraux, voir Climat de l'Occitanie et Climat de l'Aveyron.
En 2010, le climat de la commune est de type climat océanique altéré, selon une étude s'appuyant sur une série de données couvrant la période 1971-2000. En 2020, Météo-France publie une typologie des climats de la France métropolitaine dans laquelle la commune est exposée à un climat de montagne et est dans la région climatique Sud-est du Massif Central, caractérisée par une pluviométrie annuelle de 1 000 à 1 500 mm, minimale en été, maximale en automne.
Pour la période 1971-2000, la température annuelle moyenne est de 11,7 °C, avec une amplitude thermique annuelle de 16 °C. Le cumul annuel moyen de précipitations est de 1 080 mm, avec 12,4 jours de précipitations en janvier et 6,9 jours en juillet. Pour la période 1991-2020, la température moyenne annuelle observée sur la station météorologique la plus proche, située sur la commune d'Entraygues-sur-Truyère à 6 km à vol d'oiseau, est de 13,3 °C et le cumul annuel moyen de précipitations est de 1 116,3 mm,. Pour l'avenir, les paramètres climatiques de la commune estimés pour 2050 selon différents scénarios d'émission de gaz à effet de serre sont consultables sur un site dédié publié par Météo-France en novembre 2022.

### Milieux naturels et biodiversité

#### Sites Natura 2000

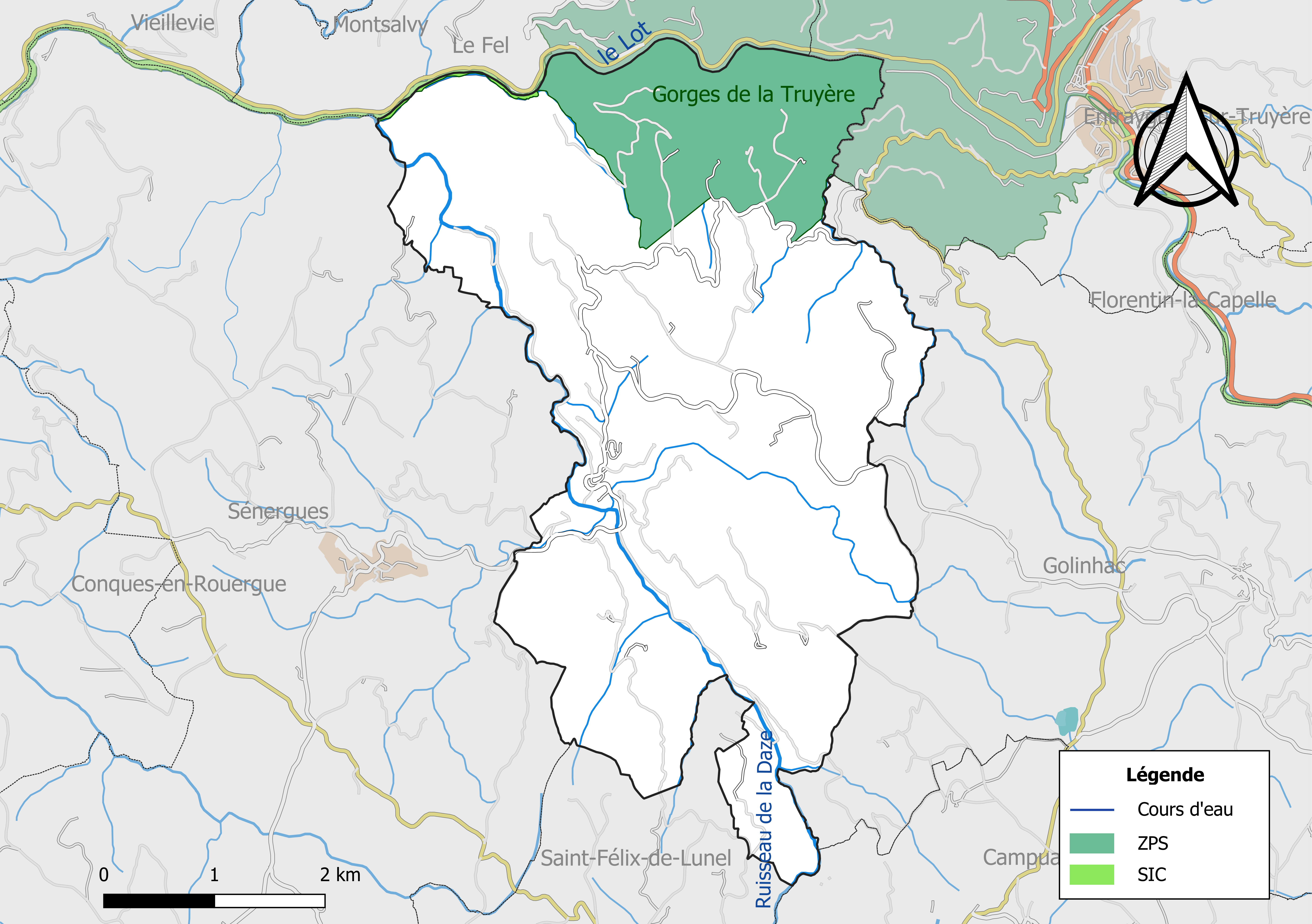
Sites Natura 2000 sur le territoire communal.

Le réseau Natura 2000 est un réseau écologique européen de sites naturels d’intérêt écologique élaboré à partir des Directives « Habitats » et « Oiseaux ». Ce réseau est constitué de Zones spéciales de conservation (ZSC) et de Zones de protection spéciale (ZPS). Dans les zones de ce réseau, les États Membres s'engagent à maintenir dans un état de conservation favorable les types d'habitats et d'espèces concernés, par le biais de mesures réglementaires, administratives ou contractuelles.
Un site Natura 2000 a été défini sur la commune au titre de la « directive Habitats » : 
- La « Haute vallée du Lot entre Espalion et Saint-Laurent-d'Olt et gorges de la Truyère, basse vallée du Lot et le Goul », d'une superficie de 5 653 ha, comprend une partie de la vallée du Lot ainsi que deux de ses affluents : la Truyère et le Goul. Le site est remarquable d'une part du fait de la présence de deux espèces d'intérêt communautaire, la Loutre d'Europe et le Chabot, et de plusieurs habitats aquatiques et forestiers d'intérêts communautaires qui se rapportent aux trois entités paysagères du site[16].

et un sur la commune au titre de la « directive Oiseaux » :  
- Les « Gorges de la Truyère », d'une superficie de 16 681 ha, où douze espèces de l'annexe 1 se reproduisent régulièrement sur le site, parmi lesquelles huit espèces de rapaces[17].

#### Zones naturelles d'intérêt écologique, faunistique et floristique
L’inventaire des zones naturelles d'intérêt écologique, faunistique et floristique (ZNIEFF) a pour objectif de réaliser une couverture des zones les plus intéressantes sur le plan écologique, essentiellement dans la perspective d’améliorer la connaissance du patrimoine naturel national et de fournir aux différents décideurs un outil d’aide à la prise en compte de l’environnement dans l’aménagement du territoire.
Le territoire communal d'Espeyrac comprend deux ZNIEFF de type 1,, 
les « Pentes boisées de Banroques » (377,4 ha), couvrant 3 communes du département
et la « Rivière Lot (partie Aveyron) » (2 552 ha), couvrant 33 communes dont 30 dans l'Aveyron, 2 dans le Cantal et 1 dans la Lozère
et une ZNIEFF de type 2,, 
la « Vallée du Lot (partie Aveyron) » (19 239 ha), qui s'étend sur 47 communes dont 39 dans l'Aveyron, 5 dans le Cantal, 2 dans le Lot et 1 dans la Lozère.

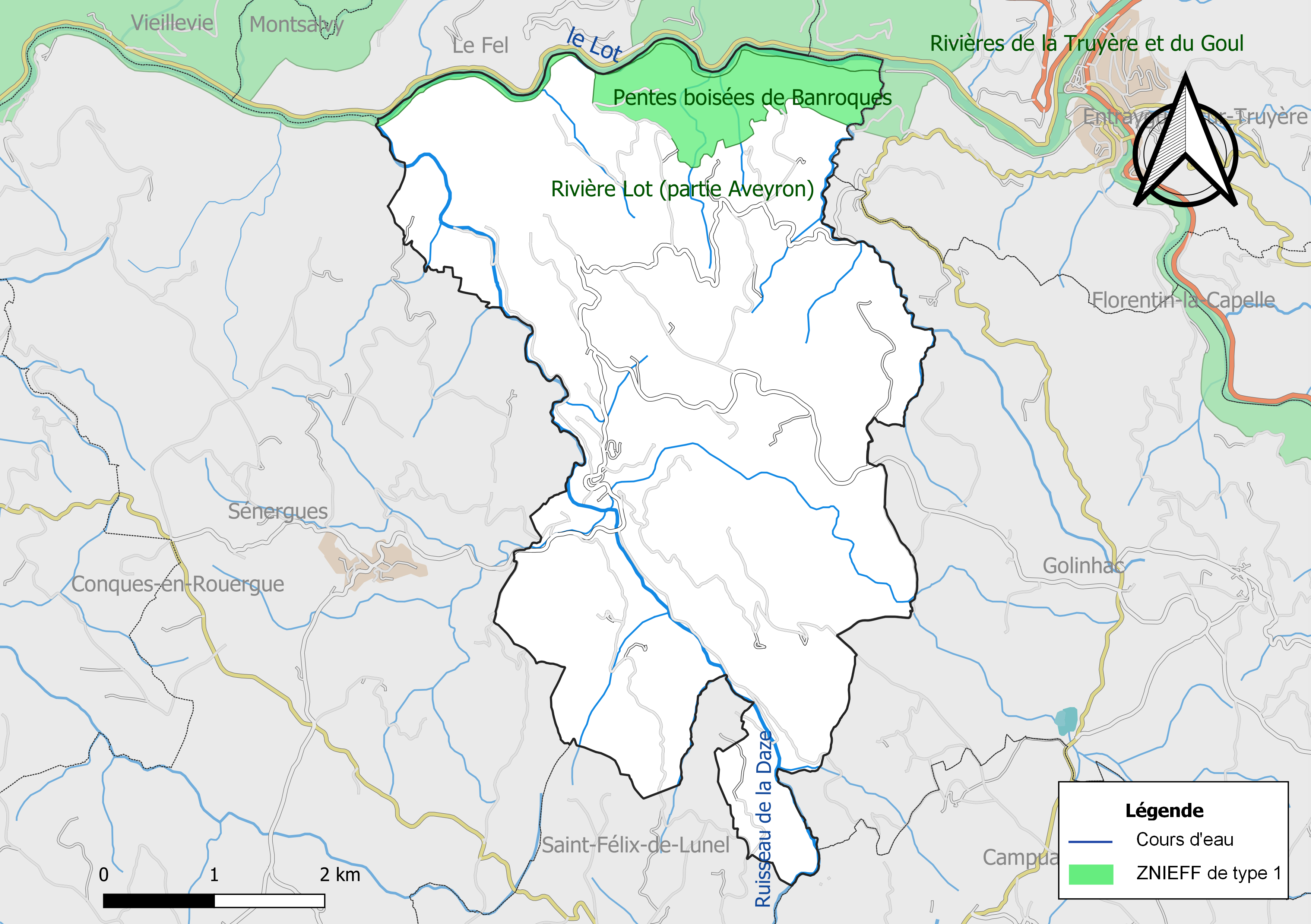
Carte des ZNIEFF de type 1 de la commune.
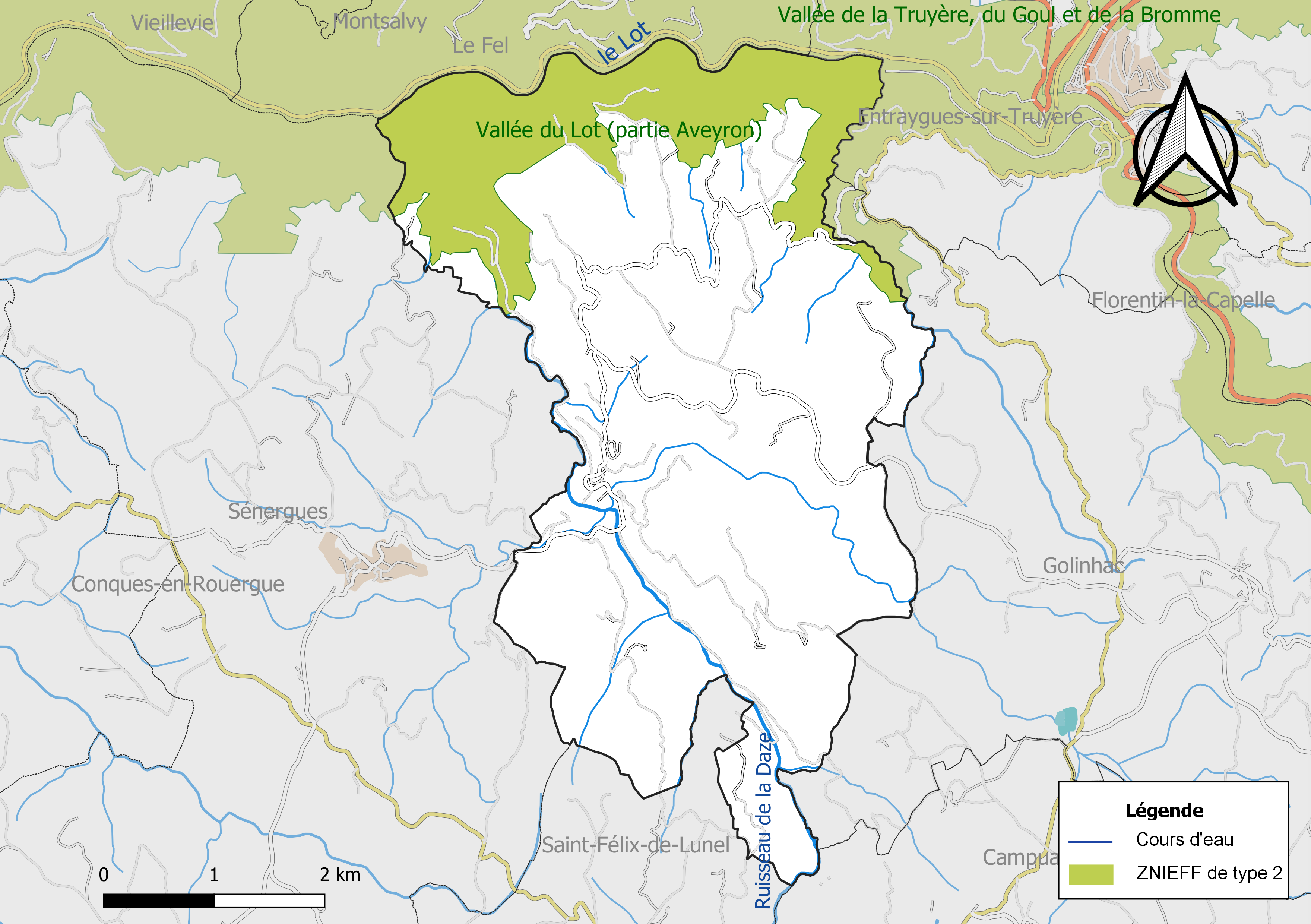
Carte de la ZNIEFF de type 2 de la commune.

## Urbanisme

### Typologie
Au 1er janvier 2024, Espeyrac est catégorisée commune rurale à habitat très dispersé, selon la nouvelle grille communale de densité à 7 niveaux définie par l'Insee en 2022.
Elle est située hors unité urbaine. Par ailleurs la commune fait partie de l'aire d'attraction de Rodez, dont elle est une commune de la couronne,. Cette aire, qui regroupe 68 communes, est catégorisée dans les aires de 50 000 à moins de 200 000 habitants,.

### Occupation des sols

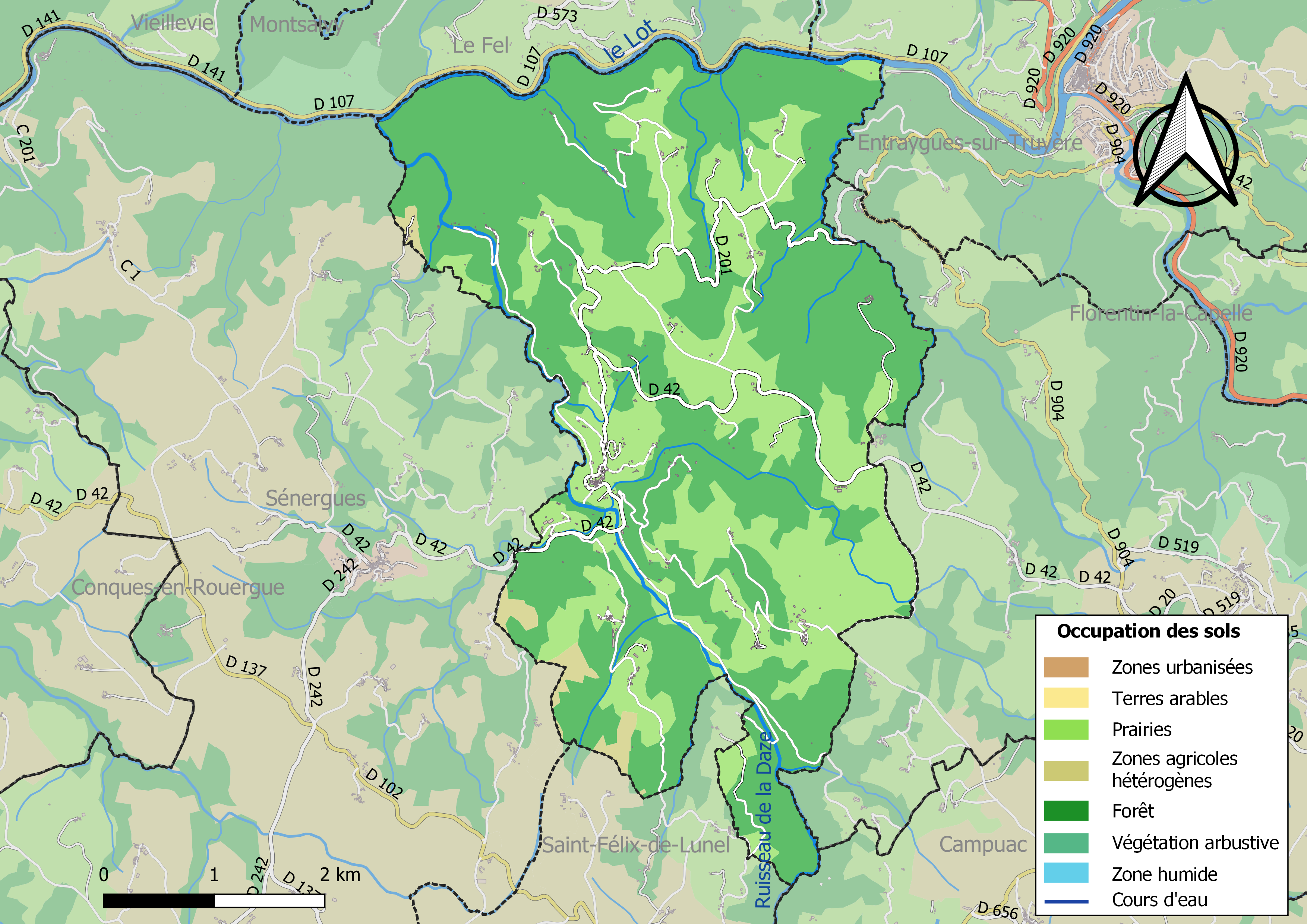
Infrastructures et occupation des sols de la commune d'Espeyrac.

L'occupation des sols de la commune, telle qu'elle ressort de la base de données européenne d’occupation biophysique des sols Corine Land Cover (CLC), est marquée par l'importance des forêts et milieux semi-naturels (62,8 % en 2018), en diminution par rapport à 1990 (64,1 %). La répartition détaillée en 2018 est la suivante : 
forêts (62,8 %), prairies (35,5 %), zones agricoles hétérogènes (1,7 %).

### Planification
La commune ne disposait pas en 2017 de document d'urbanisme opérationnel et le règlement national d'urbanisme s'appliquait donc pour la délivrance des permis de construire.

### Risques majeurs
Le territoire de la commune d'Espeyrac est vulnérable à différents aléas naturels : inondations, climatiques (hiver exceptionnel ou canicule), feux de forêts et séisme (sismicité faible).
Il est également exposé à un risque technologique, et la rupture d'un barrage, et à un risque particulier, le risque radon,.

#### Risques naturels

Zones inondables de la commune d'Espeyrac.

Certaines parties du territoire communal sont susceptibles d’être affectées par le risque d’inondation par débordement du Lot. Les dernières grandes crues historiques, ayant touché plusieurs parties du département, remontent aux 3 et 4 décembre 2003 (dans le bassin du Lot, de l'Aveyron, du Viaur et du Tarn) et au 28 novembre 2014 (bassins de la Sorgues et du Dourdou). Ce risque est pris en compte dans l'aménagement du territoire de la commune par le biais du Plan de prévention du risque inondation (PPRI) Lot amont, approuvé le 21 décembre 2007.
Le Plan départemental de protection des forêts contre les incendies découpe le département de l’Aveyron en sept « bassins de risque » et définit une sensibilité des communes à l’aléa feux de forêt (de faible à très forte). La commune est classée en sensibilité faible.
Les mouvements de terrains susceptibles de se produire sur la commune sont liés au retrait-gonflement des argiles, conséquence d'un changement d'humidité des sols argileux. Les argiles sont capables de fixer l'eau disponible mais aussi de la perdre en se rétractant en cas de sécheresse. Ce phénomène peut provoquer des dégâts très importants sur les constructions (fissures, déformations des ouvertures) pouvant rendre inhabitables certains locaux. La carte de zonage de cet aléa peut être consultée sur le site de l'observatoire national des risques naturels Georisques

#### Risques technologiques
Dans le département de l'Aveyron on dénombre huit grands barrages susceptibles d’occasionner des dégâts en cas de rupture. La commune fait partie des 64 communes susceptibles d’être touchées par l’onde de submersion consécutive à la rupture d’un de ces barrages.

#### Risque particulier
Dans plusieurs parties du territoire national, le radon, accumulé dans certains logements ou autres locaux, peut constituer une source significative d’exposition de la population aux rayonnements ionisants. Toutes les communes du département sont concernées par le risque radon à un niveau plus ou moins élevé. Selon le dossier départemental des risques majeurs du département établi en 2013, la commune d'Espeyrac est classée à risque moyen à élevé. Un décret du 4 juin 2018 a modifié la terminologie du zonage définie dans le code de la santé publique et a été complété par un arrêté du 27 juin 2018 portant délimitation des zones à potentiel radon du territoire français. La commune est désormais en zone 3, à savoir zone à potentiel radon significatif.

## Toponymie
Le nom d'Espeyrac vient de Spariacus (Sparius-acum, domaine de Sparius), Espariago au XIe siècle et Espairac au XIIe siècle.

## Histoire
Des deux châteaux qu'il possédait, il ne reste aujourd'hui que celui des seigneurs d'Espeyrac, réduit à un bâtiment avec tourelle (l'autre château, appartenant au duc d'Arpajon, seigneur de Séverac, se trouvait à l'emplacement de l'église actuelle).
Le prieuré Saint-Pierre d'Espeyrac fut réuni à la mense abbatiale de l'abbaye de Conques en 1311. En 1323, Guillaume, abbé de Conques, protestait contre la collation de ce prieuré, faite par le pape Jean XXII à Raimond de Velheriis, et obtenait seulement que ses droits seraient réservés à la mort du titulaire.
En 1424, Espeyrac fut, avec Nauviale, uni à la collégiale de Sévérac-le-Château.
Le 6 décembre 2023 à 1 h 30, une fuite de son barrage provoque la vidange totale du lac de la Daze en dix minutes, entraînant la formation d'une vague en aval qui fait quelques dégâts matériels et tue des animaux.

## Politique et administration

### Découpage territorial
La commune d'Espeyrac est membre de la communauté de communes Comtal Lot et Truyère, un établissement public de coopération intercommunale (EPCI) à fiscalité propre créé le 1er janvier 2017 dont le siège est à Espalion. Ce dernier est par ailleurs membre d'autres groupements intercommunaux.
Sur le plan administratif, elle est rattachée à l'arrondissement de Rodez, au département de l'Aveyron et à la région Occitanie. Sur le plan électoral, elle dépend du  canton de Lot et Truyère pour l'élection des conseillers départementaux, depuis le redécoupage cantonal de 2014 entré en vigueur en 2015, et de la première circonscription de l'Aveyron  pour les élections législatives, depuis le dernier découpage électoral de 2010.

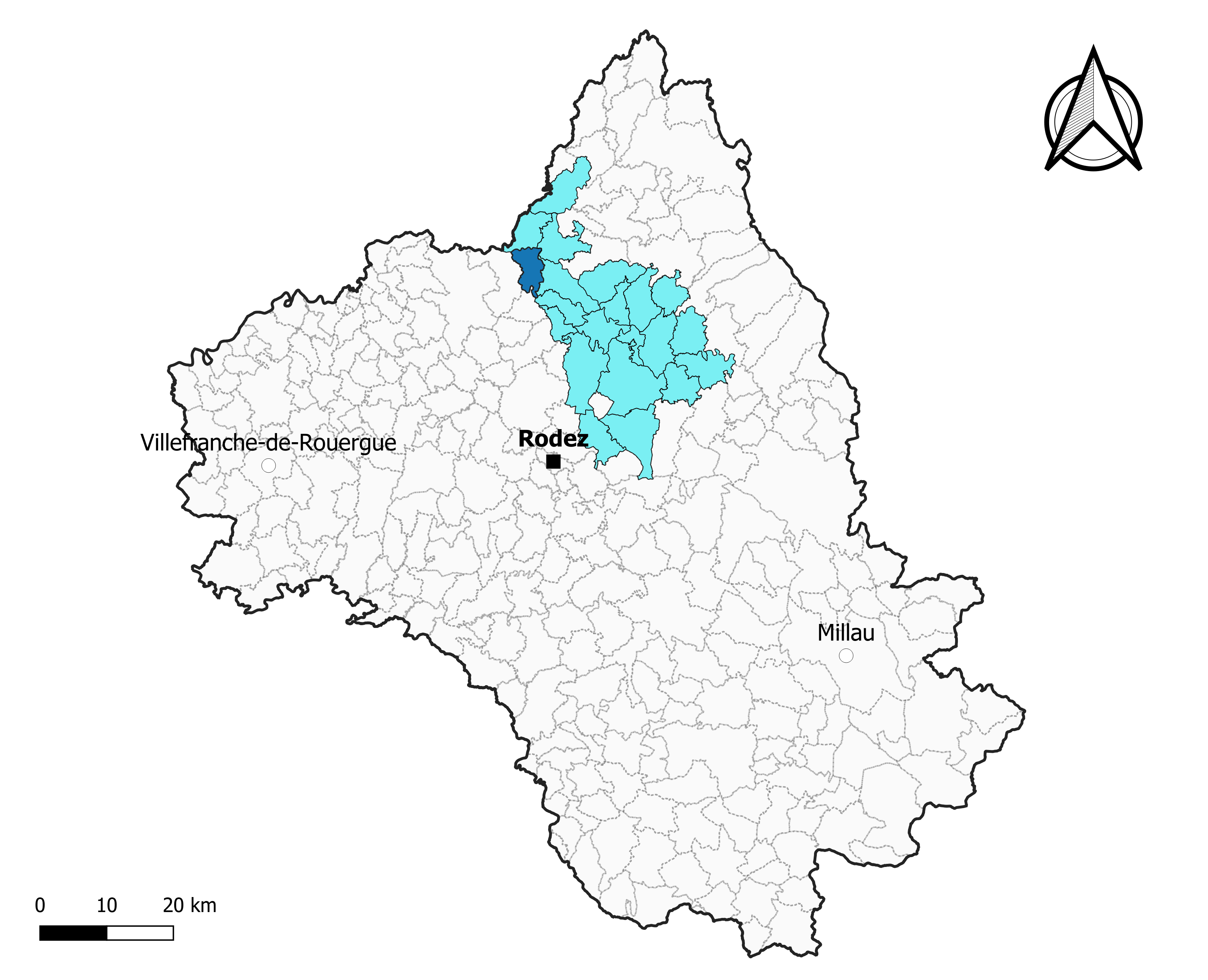
Espeyrac dans l'intercommunalité en 2020.
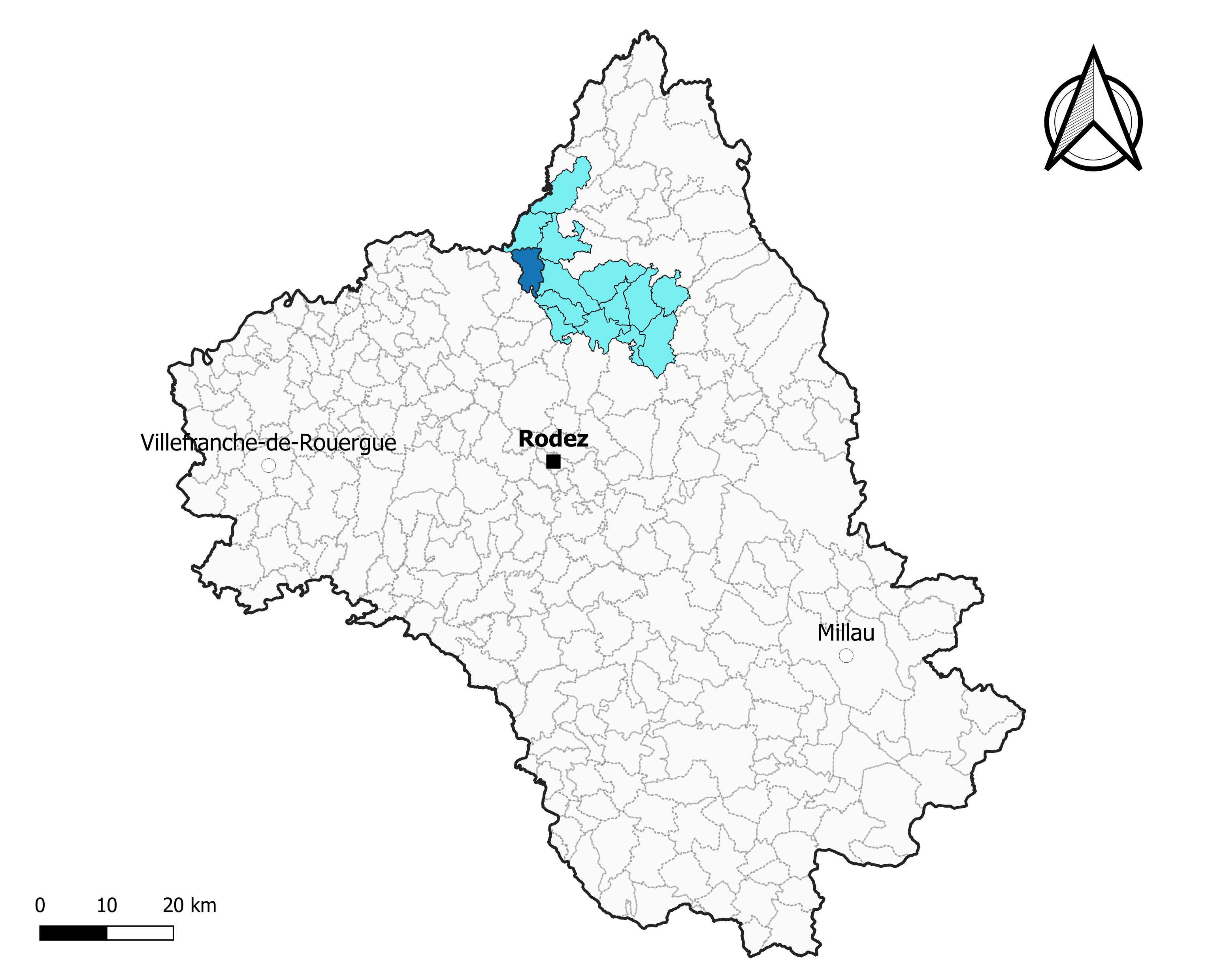
Espeyrac dans le canton de Lot et Truyère en 2020.
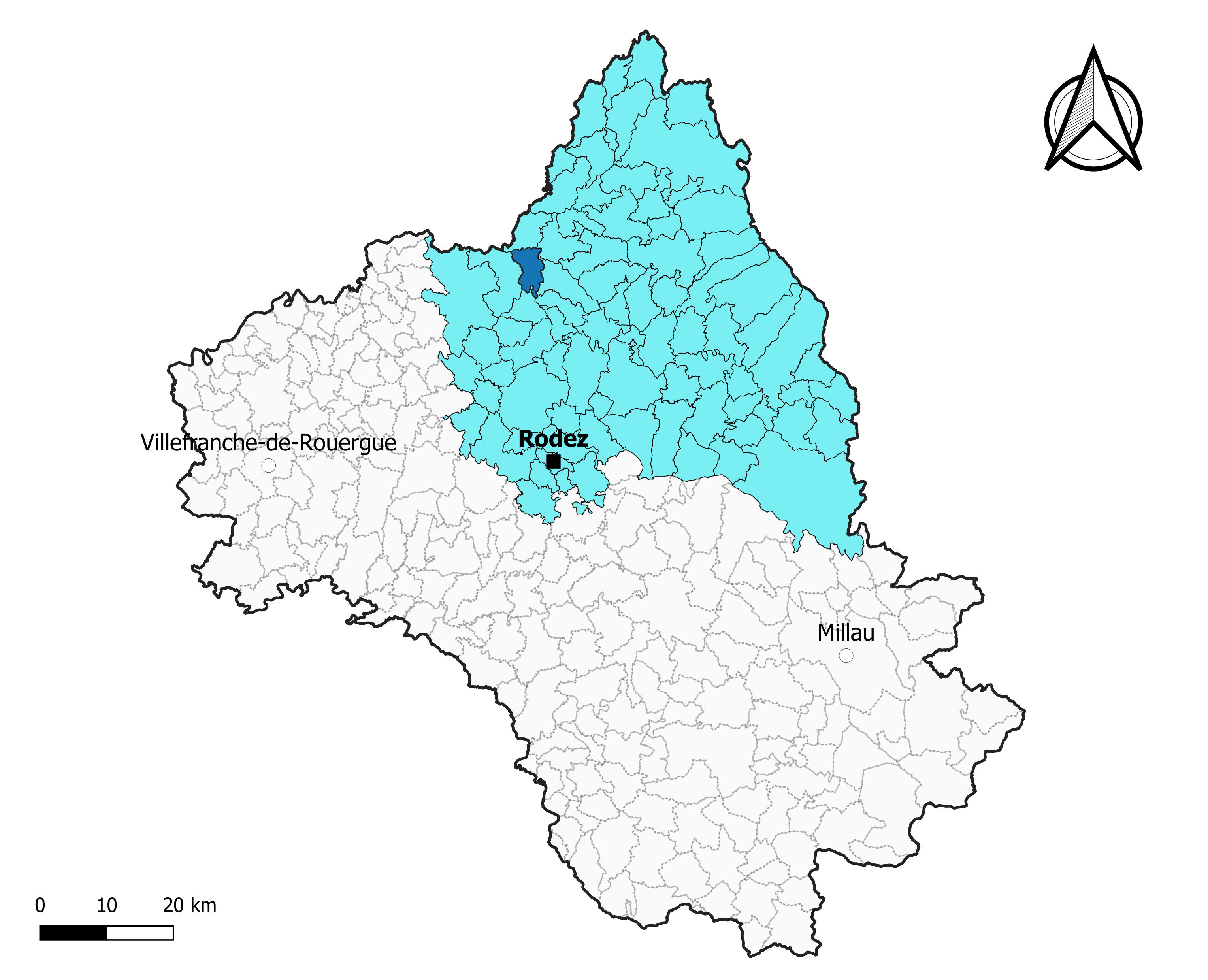
Espeyrac dans l'arrondissement de Rodez en 2020.

### Élections municipales et communautaires

#### Élections de 2020
Le conseil municipal d'Espeyrac, commune de moins de 1 000 habitants, est élu au scrutin majoritaire plurinominal à deux tours avec candidatures isolées ou groupées et possibilité de panachage. Compte tenu de la population communale, le nombre de sièges à pourvoir lors des élections municipales de 2020 est de 11. Sur les dix-neuf candidats en lice, dix  sont élus dès le premier tour, le 15 mars 2020, avec un taux de participation de 82,06 %. Le dernier  conseiller restant à élire est élu au second tour, qui se tient le 28 juin 2020 du fait de la pandémie de Covid-19, avec un taux de participation de 73,09 %.
Sébastien Costes est élu nouveau maire de la commune le 3 juillet 2020.
Dans les communes de moins de 1 000 habitants, les conseillers communautaires sont désignés parmi les conseillers municipaux élus en suivant l’ordre du tableau (maire, adjoints puis conseillers municipaux) et dans la limite du nombre de sièges attribués à la commune au sein du conseil communautaire. Deux sièges sont attribués à la commune au sein de la communauté de communes Comtal Lot et Truyère.

#### Liste des maires
| Période                                  | Période      | Identité          | Étiquette | Qualité                                                  |
| ---------------------------------------- | ------------ | ----------------- | --------- | -------------------------------------------------------- |
| 1926                                     | 1944         | Louis Fraysse     |           | Instituteur                                              |
| 1944                                     | 1959         | Emile Aurières    |           | Agriculteur                                              |
| 1960                                     | mars 1983    | Robert Puech      |           | Agriculteur                                              |
| mars 1983                                | juillet 1987 | Pierre Nayrolles  |           | Instituteur                                              |
| juillet 1987                             | ?            | Bernard Méjane    |           | Meunier                                                  |
| mars 2014                                | juillet 2020 | Guy Falissard     | SE        | Retraité des artisans, commerçants et chefs d'entreprise |
| juillet 2020                             | En cours     | Sébastien Costes, | LR        | Artisan maçon                                            |
| Les données manquantes sont à compléter. |              |                   |           |                                                          |

## Démographie
L'évolution du nombre d'habitants est connue à travers les recensements de la population effectués dans la commune depuis 1793. Pour les communes de moins de 10 000 habitants, une enquête de recensement portant sur toute la population est réalisée tous les cinq ans, les populations de référence des années intermédiaires étant quant à elles estimées par interpolation ou extrapolation. Pour la commune, le premier recensement exhaustif entrant dans le cadre du nouveau dispositif a été réalisé en 2008.

En 2022, la commune comptait 248 habitants, en évolution de +2,9 % par rapport à 2016 (Aveyron : +0,37 %, France hors Mayotte : +2,11 %).
| 1793 | 1800 | 1806  | 1821  | 1831  | 1836 | 1841 | 1846 | 1851 |
| ---- | ---- | ----- | ----- | ----- | ---- | ---- | ---- | ---- |
| 900  | 468  | 1 849 | 1 880 | 2 132 | 719  | 770  | 780  | 975  |

| 1856 | 1861  | 1866 | 1872 | 1876  | 1881  | 1886  | 1891 | 1896 |
| ---- | ----- | ---- | ---- | ----- | ----- | ----- | ---- | ---- |
| 895  | 1 006 | 912  | 947  | 1 045 | 1 002 | 1 028 | 999  | 954  |

| 1901 | 1906 | 1911 | 1921 | 1926 | 1931 | 1936 | 1946 | 1954 |
| ---- | ---- | ---- | ---- | ---- | ---- | ---- | ---- | ---- |
| 957  | 895  | 788  | 693  | 663  | 648  | 638  | 547  | 453  |

| 1962 | 1968 | 1975 | 1982 | 1990 | 1999 | 2006 | 2008 | 2013 |
| ---- | ---- | ---- | ---- | ---- | ---- | ---- | ---- | ---- |
| 405  | 352  | 305  | 287  | 225  | 243  | 242  | 242  | 236  |

| 2018 | 2022 | - | - | - | - | - | - | - |
| ---- | ---- | - | - | - | - | - | - | - |
| 249  | 248  | - | - | - | - | - | - | - |

## Économie

### Revenus
En 2018  (données Insee publiées en septembre 2021), la commune compte 120 ménages fiscaux, regroupant 238 personnes. La médiane du revenu disponible par unité de consommation est de 19 940 € (20 640 € dans le département).

### Emploi
| Division       | 2008  | 2013  | 2018  |
| -------------- | ----- | ----- | ----- |
| Commune        | 2,4 % | 4,8 % | 6,2 % |
| Département    | 5,4 % | 7,1 % | 7,1 % |
| France entière | 8,3 % | 10 %  | 10 %  |

En 2018, la population âgée de 15 à 64 ans s'élève à 113 personnes, parmi lesquelles on compte 75,2 % d'actifs (69 % ayant un emploi et 6,2 % de chômeurs) et 24,8 % d'inactifs,. Depuis 2008, le taux de chômage communal (au sens du recensement) des 15-64 ans est inférieur à celui de la France et du département.
La commune fait partie de la couronne de l'aire d'attraction de Rodez, du fait qu'au moins 15 % des actifs travaillent dans le pôle,. Elle compte 40 emplois en 2018, contre 41 en 2013 et 39 en 2008. Le nombre d'actifs ayant un emploi résidant dans la commune est de 82, soit un indicateur de concentration d'emploi de 48,8 % et un taux d'activité parmi les 15 ans ou plus de 41,2 %.
Sur ces 82 actifs de 15 ans ou plus ayant un emploi, 31 travaillent dans la commune, soit 38 % des habitants. Pour se rendre au travail, 80,5 % des habitants utilisent un véhicule personnel ou de fonction à quatre roues, 2,4 % les transports en commun, 4,9 % s'y rendent en deux-roues, à vélo ou à pied et 12,2 % n'ont pas besoin de transport (travail au domicile).

### Activités hors agriculture
19 établissements sont implantés  à Espeyrac au 31 décembre 2019.
Le secteur de la construction est prépondérant sur la commune puisqu'il représente 26,3 % du nombre total d'établissements de la commune (5 sur les 19 entreprises implantées  à Espeyrac), contre 13 % au niveau départemental.

### Agriculture
La commune est dans la « Viadène et vallée du Lot », une petite région agricole occupant le nord-ouest du département de l'Aveyron. En 2020, l'orientation technico-économique de l'agriculture  sur la commune est l'élevage bovin, orientation mixte lait et viande.
|               | 1988 | 2000 | 2010 | 2020 |
| ------------- | ---- | ---- | ---- | ---- |
| Exploitations | 44   | 21   | 15   | 15   |
| SAU (ha)      | 824  | 717  | 754  | 759  |

Le nombre d'exploitations agricoles en activité et ayant leur siège dans la commune est passé de 44 lors du recensement agricole de 1988  à 21 en 2000 puis à 15 en 2010 et enfin à 15 en 2020, soit une baisse de 66 % en 32 ans. Le même mouvement est observé à l'échelle du département qui a perdu pendant cette période 51 % de ses exploitations,. La surface agricole utilisée sur la commune a également diminué, passant de 824 ha en 1988 à 759 ha en 2020. Parallèlement la surface agricole utilisée moyenne par exploitation a augmenté, passant de 19 à 51 ha.

## Culture locale et patrimoine

### Patrimoine religieux
En débouchant sur la route à l'entrée du village, le chemin arrive face à une très belle vieille croix de pierre qui a été déplacée de quelques centaines de mètres, son emplacement d'origine était plus haut sur le chemin de Falguières.
- L'église Saint-Pierre d'Espeyrac ;
- La Chapelle de Bilhès.

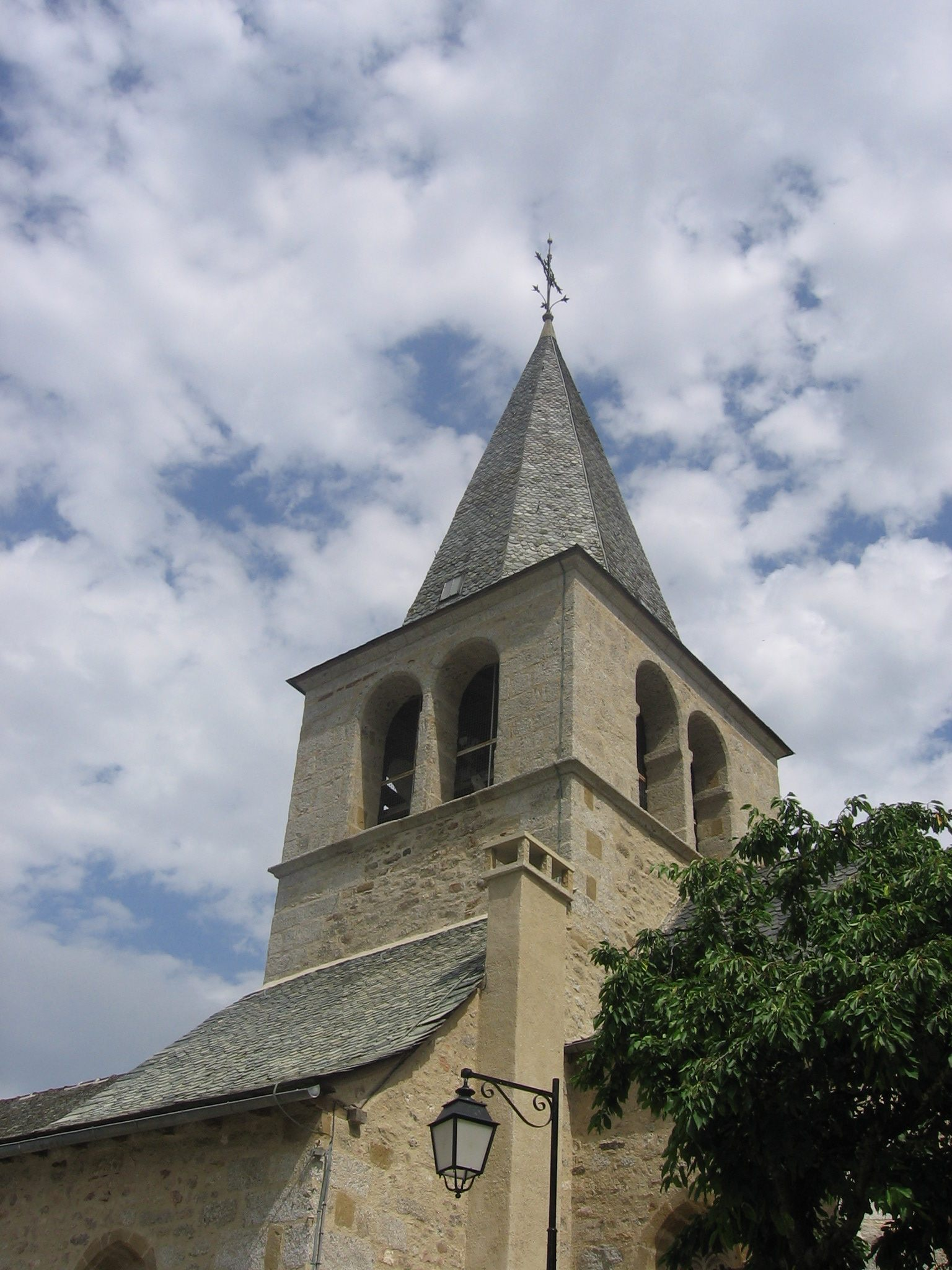
Clocher de l'église Saint-Pierre.
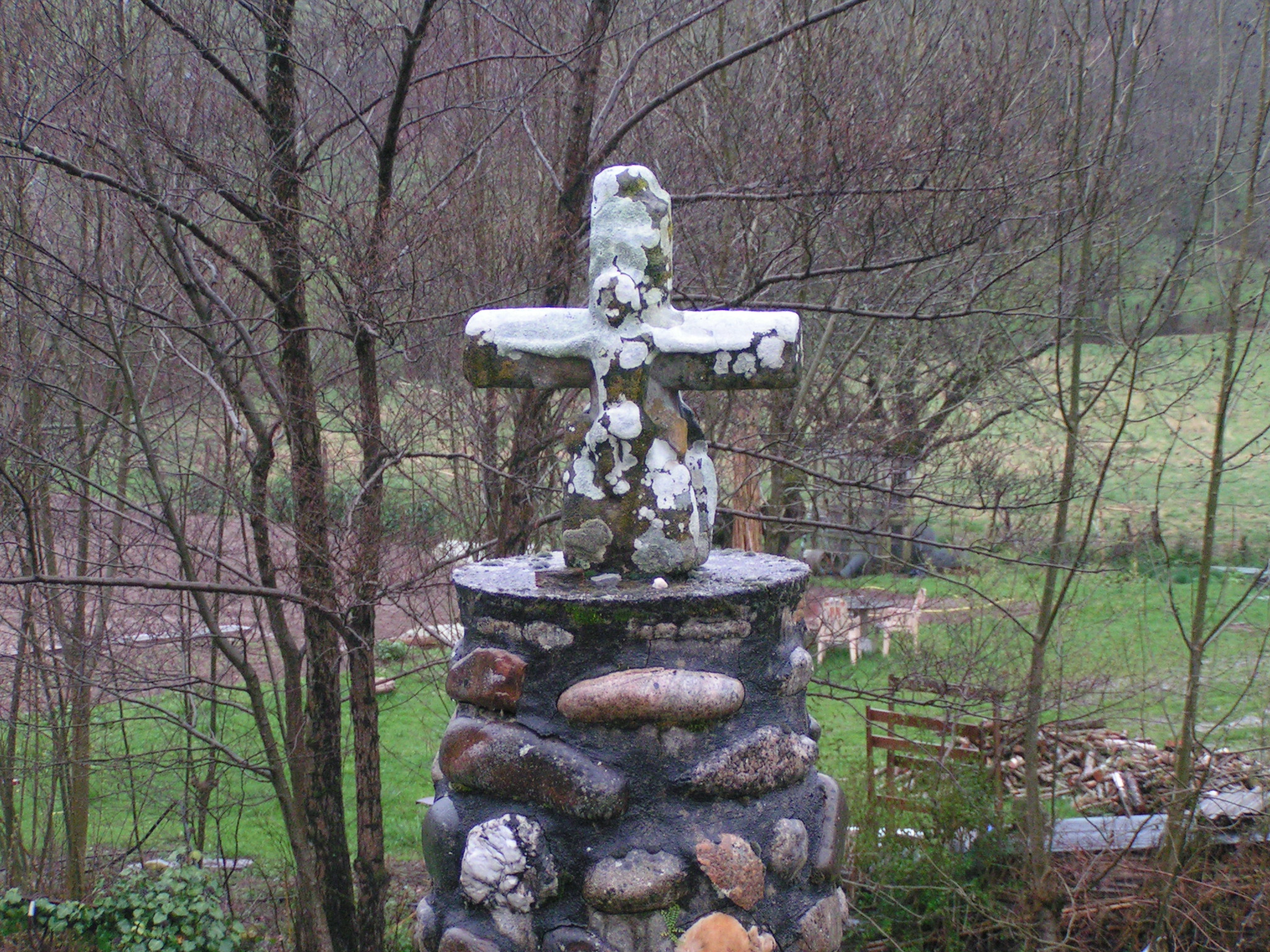
La croix d'Espeyrac.

### Patrimoine civil

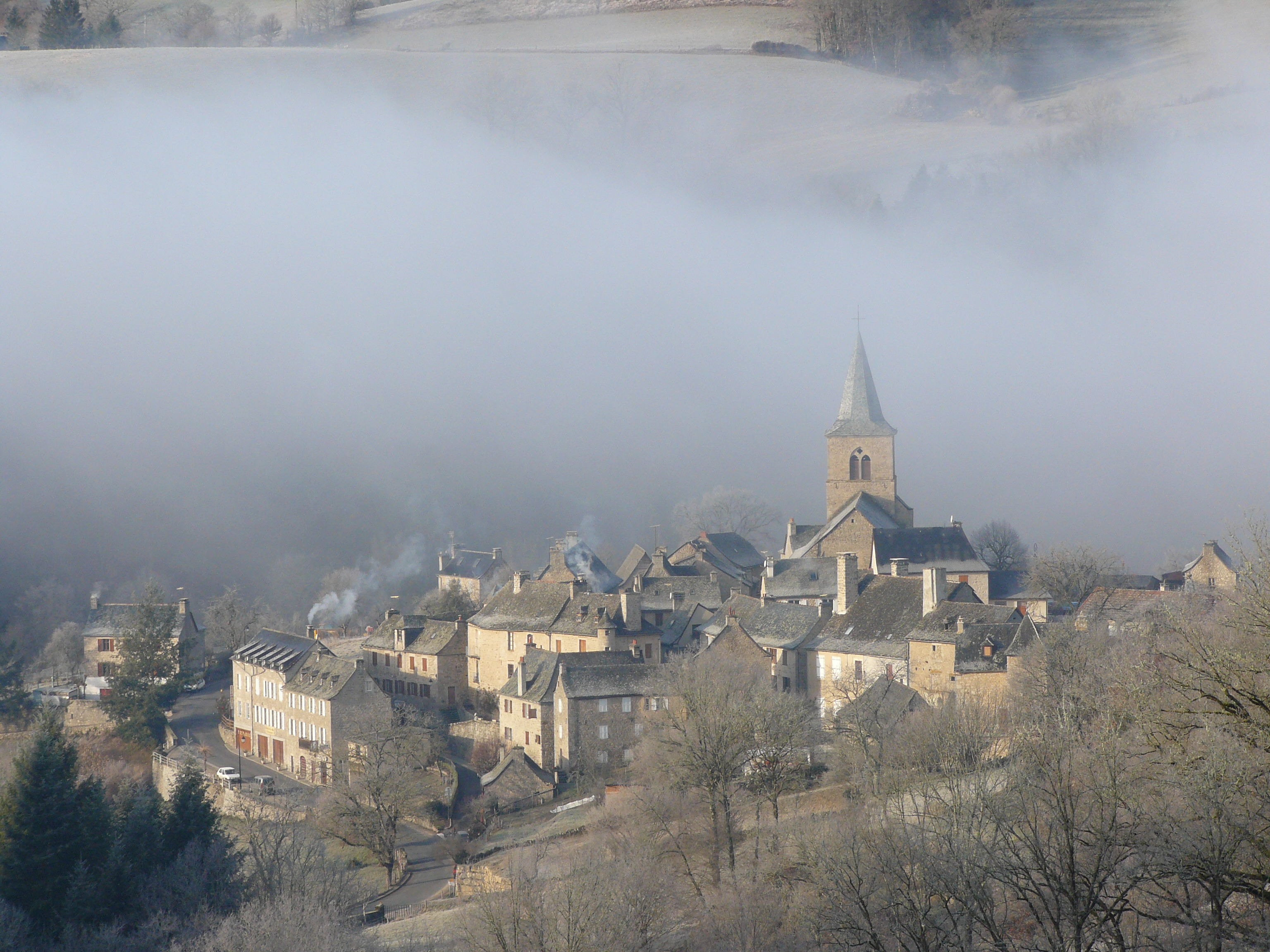
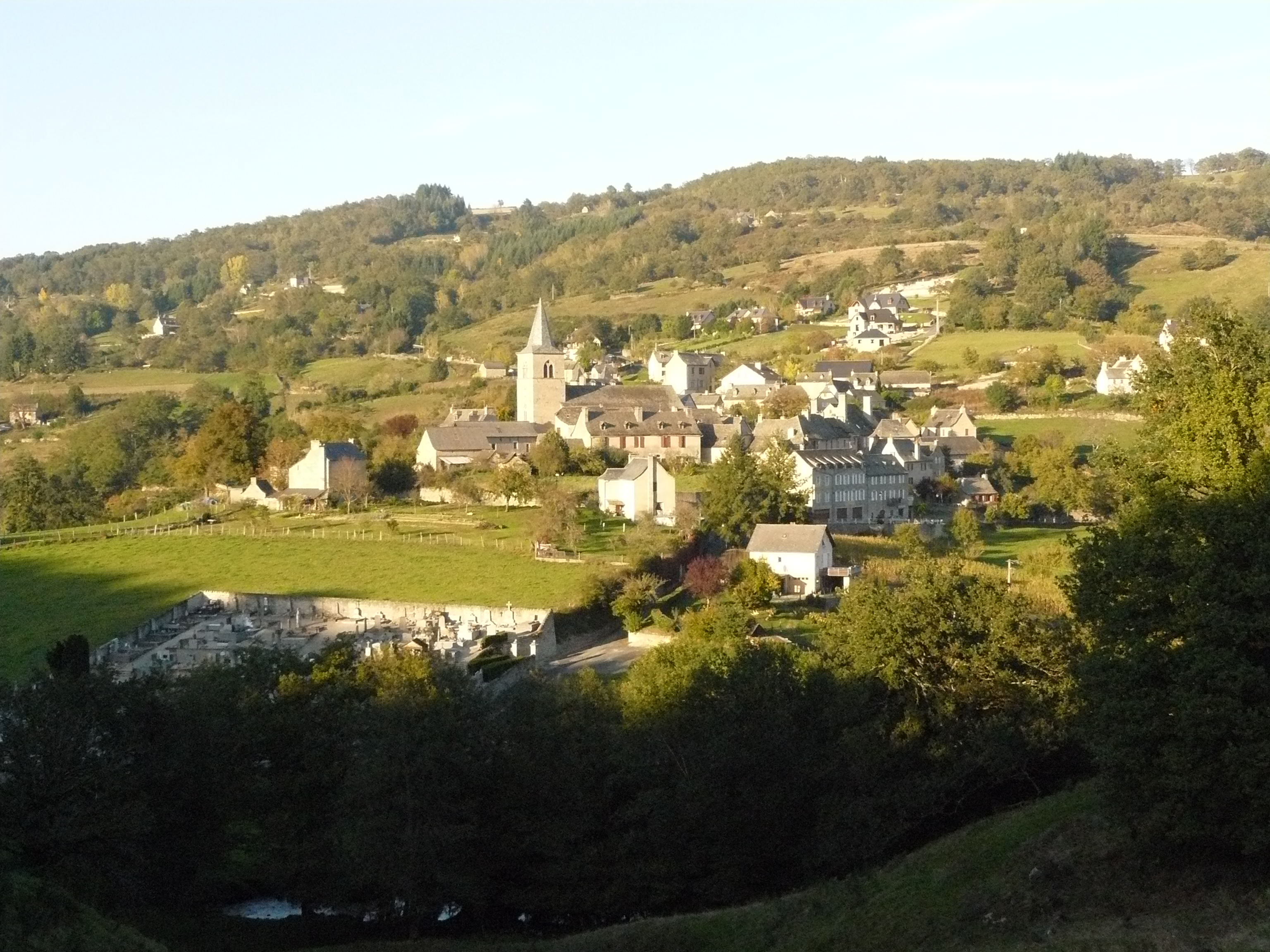

### Patrimoine culturel

#### Le Pèlerinage de Compostelle
Sur la Via Podiensis du Pèlerinage de Saint-Jacques-de-Compostelle.
On vient de Golinhac, la prochaine commune est Sénergues et l'église Saint-Martin.

#### Le miracle de Guibert l'illuminé
Comme il s'en revenait d'un pèlerinage à Conques, passant le prieuré de Saint-Pierre d'Espeyrac, le malheureux Guibert fut assailli par une horde de brigands, à la solde de son tartuffe d'oncle, prêtre du diocèse de Rodez.
Non contents de détrousser le pieux voyageur, ces mécréants lui arrachèrent les yeux. Une fois qu'ils furent partis, deux oiseaux vinrent secrètement recueillir les yeux de Guibert, avant de s'envoler en direction de Conques.
Privé de sa vue, Guibert décida d'utiliser sa voix pour vivre, et se fit jongleur. Un an s'était passé depuis sa tragique mésaventure, quand, une nuit, sainte Foy lui apparut en songe, lui conseillant de venir la visiter à nouveau dans son sanctuaire.
Son métier de jongleur ne lui rapportant que de maigres subsides, Guibert hésitait, se demandant comment il pourrait pourvoir à la dépense du voyage. Sainte Foy lui prédit alors que s'il faisait la quête à la messe, il obtiendrait six deniers. Cette prédiction se réalisa et Guibert se mit en route.
Arrivé à Conques, il passa la nuit en prières auprès du tombeau de Foy, que veillait également une foule de pèlerins et leur ferveur fut telle, cette nuit-là, que Guibert recouvra la vue.

### Personnalités liées à la commune
- Aimé Liabastres (1906-1995), compagnon charpentier, entrepreneur, chevalier de la Légion d'Honneur, inventeur dans les années 1950 d'une variété de béton à la pouzzolane (utilisé comme matériau isolant), né au hameau de Prades, enterré à Espeyrac. Une plaque sur la maison d'école de la commune lui rend hommage.
- Zéphyrin Bosc, dit Zéfir Bòsc (1927-2020), majoral du Félibrige, auteur de nombreux ouvrages de poésie en occitan et d'histoire locale et d'ethnographie en français.

### Héraldique
| Blason de Espeyrac | Blason  | Tiercé en pairle : au 1er de sinople plain, au 2e de gueules au pèlerin de Saint-Jacques-de-Compostelle au naturel, contourné, sur une terrasse herbée et isolée de sinople, au 3e d'or à la croix de pierre du lieu au naturel sur une terrasse herbée et isolée de sinople, au chevronnel versé et combiné à une vergette d'azur brochant sur la partition* et le 1er à la divise alésée d'or mouvant du trait du chef et chargée de l'inscription « ESPAIRAC » de sable.                              |
| Blason de Espeyrac | Détails | * Il y a là non-respect de la règle de contrariété des couleurs : ces armes sont fautives. La combinaison chevronel-vergette évoque le ruisseau de La Daze formé par la réunion de trois autres ruisseaux : la Daze de Saint-Félix-de-Lunel, la Daze des Vernhettes et la Daze de la Molinarie. Le 2e rappelle que le village est situé sur la via Podiensis du pèlerinage de Saint-Jacques-de-Compostelle. La croix de pierre est un monument du lieu. Le statut officiel du blason reste à déterminer. |